# Uruguayische Männer-Handballnationalmannschaft
Die uruguayische Männer-Handballnationalmannschaft vertritt die Federación Uruguaya de Handball aus Uruguay als Auswahlmannschaft auf internationaler Ebene bei Länderspielen im Handball gegen Mannschaften anderer nationaler Verbände.

## Teilnahme an Wettbewerben

### Olympische Spiele
- keine Teilnahmen

### Weltmeisterschaften
- Weltmeisterschaft 2021: 24. Platz (von 32 Mannschaften)

Kader: Luis Felipe Navarrete Gambino (3 Spiele/0 Tore), Gabriel Charappo Almada (5/6), Facundo Manuel Listón Galbarini (5/8), Nicolás Gonzalo Fabra Gentile (4/1), Gabriel Spangenberg Torre (4/1), Diego Falabrino Medina (3/0), Andrés Antonio Viera Grano (2/1), Máximo Esteban Cancio Casas (5/17), Bruno Valentín Méndez Suárez (4/3), Felipe Alfonso González Alloza (5/1), Diego Morandeira (5/12), Rodrigo Javier Botejara Meringolo (5/6), Federico Rubbo Rodríguez (5/6), Sebastián Gerónimo Vecino Szolno (3/4), Alejandro Martín Velazco Fernández (5/4), Matias Echeverry Raij (2/0), Gerónimo Goyoaga Alonso (4/8), Christian David Rostagno Rios (5/6), Maximiliano de Agrela Milgron (3/4), Guillermo Millán Flores (3/0). Trainer: Jorge Luis Botejara.
- Weltmeisterschaft 2023: 32. Platz (von 32 Mannschaften)

Kader: Luis Felipe Navarrete Gambino (7 Spiele/3 Tore), Gabriel Charappo Almada (7/19), Facundo Lima Silva (7/8), Diego Falabrino Medina (7/7), Máximo Esteban Cancio Casas (7/16), Bruno Borba Rodriguez (7/2), Felipe Alfonso González Alloza (7/0), Diego Morandeira (7/12), Zion Santiago Ramos Cano (7/7), Rodrigo Javier Botejara Meringolo (7/6), Federico Rubbo Rodríguez (7/36), Giovanni Capello (7/11), Alejandro Martin Velazco Fernandez (7/6), Christian David Rostagno Rios (7/12), Maximiliano de Agrela Milgron (7/25), Guillermo Millán Flores (7/5). Trainer: Nicolas Abel Guerra Filippini.

### Panamerikameisterschaft
Bei den bis 2018 ausgetragenen Panamerikameisterschaften gab es folgende Platzierungen:
- Panamerikameisterschaft 1980: nicht teilgenommen
- Panamerikameisterschaft 1981: nicht teilgenommen
- Panamerikameisterschaft 1983: nicht teilgenommen
- Panamerikameisterschaft 1985: nicht teilgenommen
- Panamerikameisterschaft 1989: nicht teilgenommen
- Panamerikameisterschaft 1994: 7. Platz (von 7 Mannschaften)
- Panamerikameisterschaft 1996: nicht teilgenommen
- Panamerikameisterschaft 1998: 9. Platz (von 9 Mannschaften)
- Panamerikameisterschaft 2000: 8. Platz (von 8 Mannschaften)
- Panamerikameisterschaft 2002: nicht teilgenommen
- Panamerikameisterschaft 2004: nicht teilgenommen
- Panamerikameisterschaft 2006: 6. Platz (von 8 Mannschaften)
- Panamerikameisterschaft 2008: 6. Platz (von 7 Mannschaften)
- Panamerikameisterschaft 2010: 5. Platz (von 8 Mannschaften)
- Panamerikameisterschaft 2012: 4. Platz (von 9 Mannschaften)
- Panamerikameisterschaft 2014: 4. Platz (von 8 Mannschaften)
- Panamerikameisterschaft 2016: 4. Platz (von 12 Mannschaften)
- Panamerikameisterschaft 2018: 6. Platz (von 11 Mannschaften)

### Süd- und zentralamerikanische Meisterschaft
Bei den seit 2020 stattfindenden süd- und zentralamerikanischen Meisterschaften erreichte die Mannschaft folgende Plätze:
- 2020: 3. Platz (von 6 Mannschaften)[4][5][6][7]
- 2022: 4. Platz (von 7 Mannschaften)
- 2024: 5. Platz (von 6 Mannschaften)

### Panamerikanische Spiele
- Panamerikanische Spiele 1987: nicht teilgenommen
- Panamerikanische Spiele 1991: nicht teilgenommen
- Panamerikanische Spiele 1995: nicht teilgenommen
- Panamerikanische Spiele 1999: 6. Platz
- Panamerikanische Spiele 2003: nicht teilgenommen
- Panamerikanische Spiele 2007: 4. Platz
- Panamerikanische Spiele 2011: nicht teilgenommen
- Panamerikanische Spiele 2015: 11. Platz
- Panamerikanische Spiele 2019: nicht teilgenommen
- Panamerikanische Spiele 2023: 5. Platz

### Südamerikaspiele
- Südamerikaspiele 2002: 3. Platz (von 5 Mannschaften)

Kader: Alfonso Nilson, Andres Goitia, Andres Nieves, Ernesto Areser, Faustino Seoane, Gabriel Quintana, Gonzalo Schreyer, Gustavo Scasso, Hernan Balletto, Leonardo Velasquez, Lujan Sanchez, Luis Saparano, Martin Aguirre, Uriarte Radmilovich.
- Südamerikaspiele 2006: 2. Platz (von 4 Mannschaften)

Kader: Sebastian Agustin Iglesias Gonzalez, Sebastian Noveri Horta, Maximiliano Malfatti Cunha, Nicolas Gonzalo Fabra Gentil, Javier Luis Preciozzi Sparano, Rodrigo Bernal Algare, Nicolas Abel Guerra Filippini, Diego Andreas Arca Galvan, Carlos Gabriel Pintos Quintana, Pablo Miguel Marrochi Ongay, Maximiliano Gratadoux Tancredi, Gonzalo Gamba Conforte, Luis Eduardo Suberbielle Barbieri, Gabriel Spangenberg Torre, Hermann Gustavo Wenzel Scasso, Nicolas Rubek Orlando Buquet. Trainer: unbekannt.
- Südamerikaspiele 2010: 4. Platz (von 5 Mannschaften)

Kader: Jonathan Ansolabehere, Diego Arca, Juan Manuel Benitez, Rodrigo Bernal, Pablo Caro, Nicolas Fabra, Javier Fradiletti, Gonzalo Gamba, Sebastian Iglesias, Alejandro Lasa, Maximiliano Malfatti, Pablo, Marrochi, Nicolas Orlando, Gabriel Spangenberg, Christian van Rompaey, Hermann Wenzel.
- Südamerikaspiele 2014: 4. Platz (von 7 Mannschaften)

Kader: Sebastian Augusto Abdala Fernandez, Manuel Adler Bonifacino, Jonathan Daniel Ansolabehere Estala, Rodrigo Javier Botejara Meringolo, Gerardo Pablo Brum Bachi, Gabriel Chaparro Almada, Nicolas Gonzalo Fabra Gentile, Matias Gamiz Lemos, Felipe Alfonso Gonzalez Alloza, Braulio Ignacio Lees Galarza, Facundo Manuel Liston Galbarini, Bruno Valentin Mendez Suarez, Diego Martin Morandeira Agazzi, Federico Gaston Rudich Monaco, Gabriel Spangenberg Torre, Alejandro Martin Velazco Fernandez.
- Südamerikaspiele 2018: 4. Platz (von 7 Mannschaften)

Kader: Sebastian Augusto Abdala Fernandez, Sebastian Geronimo Vecino Szolno, Alejandro Martin Velazco Fernandez, Andres Antonio Viera Grano, Cristhian David Rostagno Rios, Diego Martin Morandeira Agazzi, Federico Rubbo Rodriguez, Felipe Alfonso Gonzalez Alloza, Francisco Ancheta Abirad, Gabriel Chaparro Almada, Gabriel Spangenberg Torre, Guillermo Milian Florez, Maximiliano De Agrela Milgron, Nicolas Gonzalo Fabra Gentile, Pedro Francisco Bordoli Chouhy, Rodrigo Javier Botejara Meringolo.
- Südamerikaspiele 2022: 3. Platz (von 5 Mannschaften)

Kader: Alejandro Velazco, Andrés Viera, Bruno Borba, Cristhian Rostagno, Diego Falabrino, Diego Morandeira, Facundo Lima, Federico Rubbo, Gabriel Chaparro, Guillermo Milian, Luis Navarrete, Marcos Mazzilli, Maximiliano De Agrela, Maximo Cancio, Nicolás Fabra, Rodrigo Botejara.

### IHF Emerging Nations Championship
Bei der IHF Emerging Nations Championship belegte die Auswahl 2015 den vierten Rang.